# 陸玠
陸玠（1545年—？），字仲玉，四川瀘州合江縣人，民籍。

## 生平
正月二十四日生，行二，治《易經》，由國子生中式四川鄉試第二十九名舉人，年三十三歲中式萬曆五年（1577年）丁丑科會試第二百八十九名，第三甲第二百一十名進士。

## 家族
曾祖陸永泰；祖陸崇；父陸存宦；前母陶氏；母王氏。慈侍下，妻張氏，兄瑭，弟瑞。